# Chery Arrizo 5 Plus
Der Chery Arrizo 5 Plus (bis zum 2020 Chery Arrizo GX) ist eine Stufenheck-Limousine des chinesischen Automobilherstellers Chery Automobile, die seit 2018 gebaut wird.

## Modellgeschichte
Vorgestellt wurde der Arrizo GX im Rahmen der Chengdu Auto Show 2018 als Nachfolger des Chery Arrizo 7. Seit Oktober 2018 wird das Fahrzeug in China verkauft. Seit Mai 2019 wird es in arabischen Länder als Chery Arrizo 6 vermarktet. Mit der Einführung der Modellpflege im Dezember 2020 wurde die Baureihe umbenannt. Positioniert ist die Limousine zwischen dem Arrizo 5 und dem Arrizo 7.

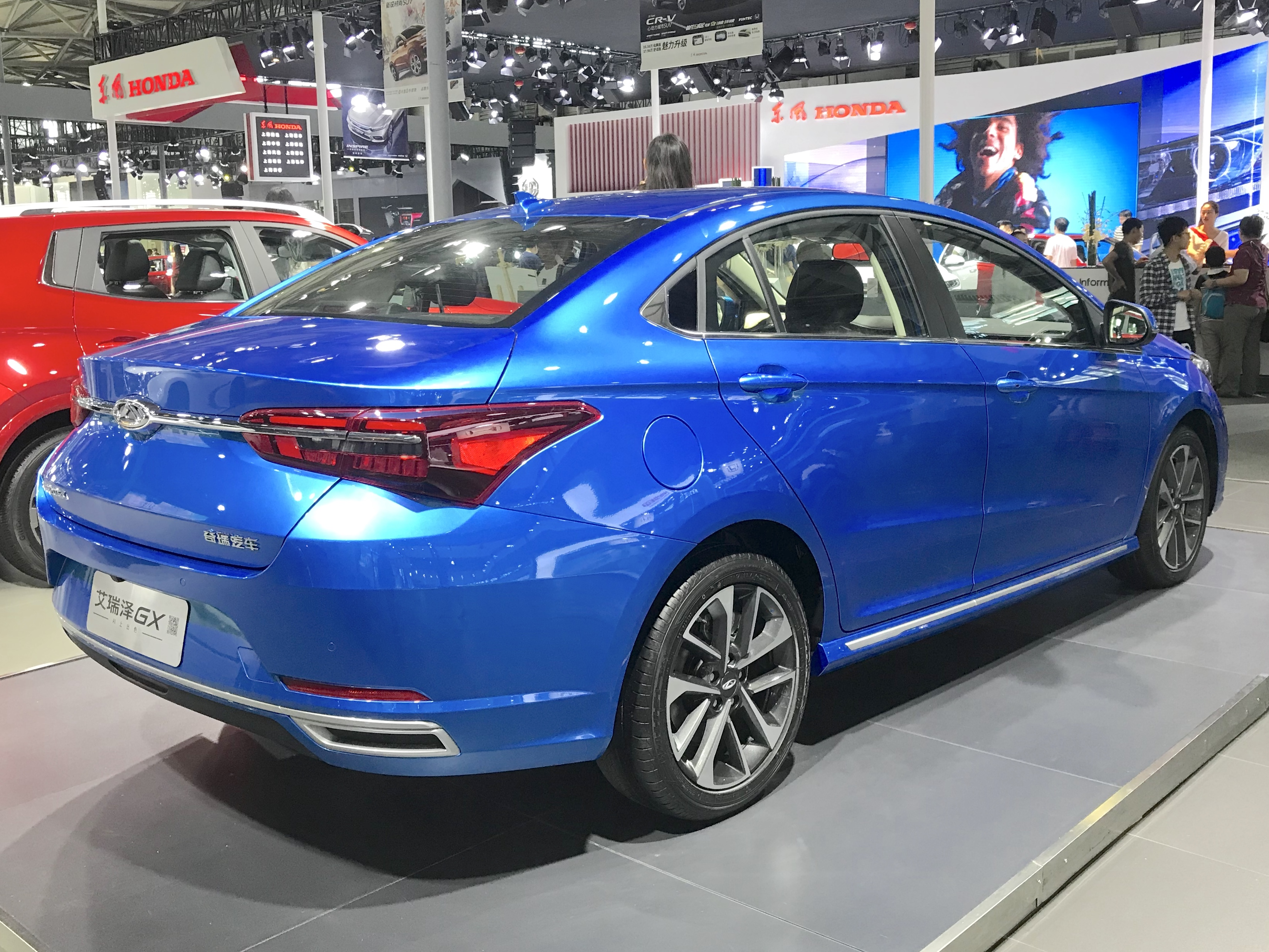
Heckansicht
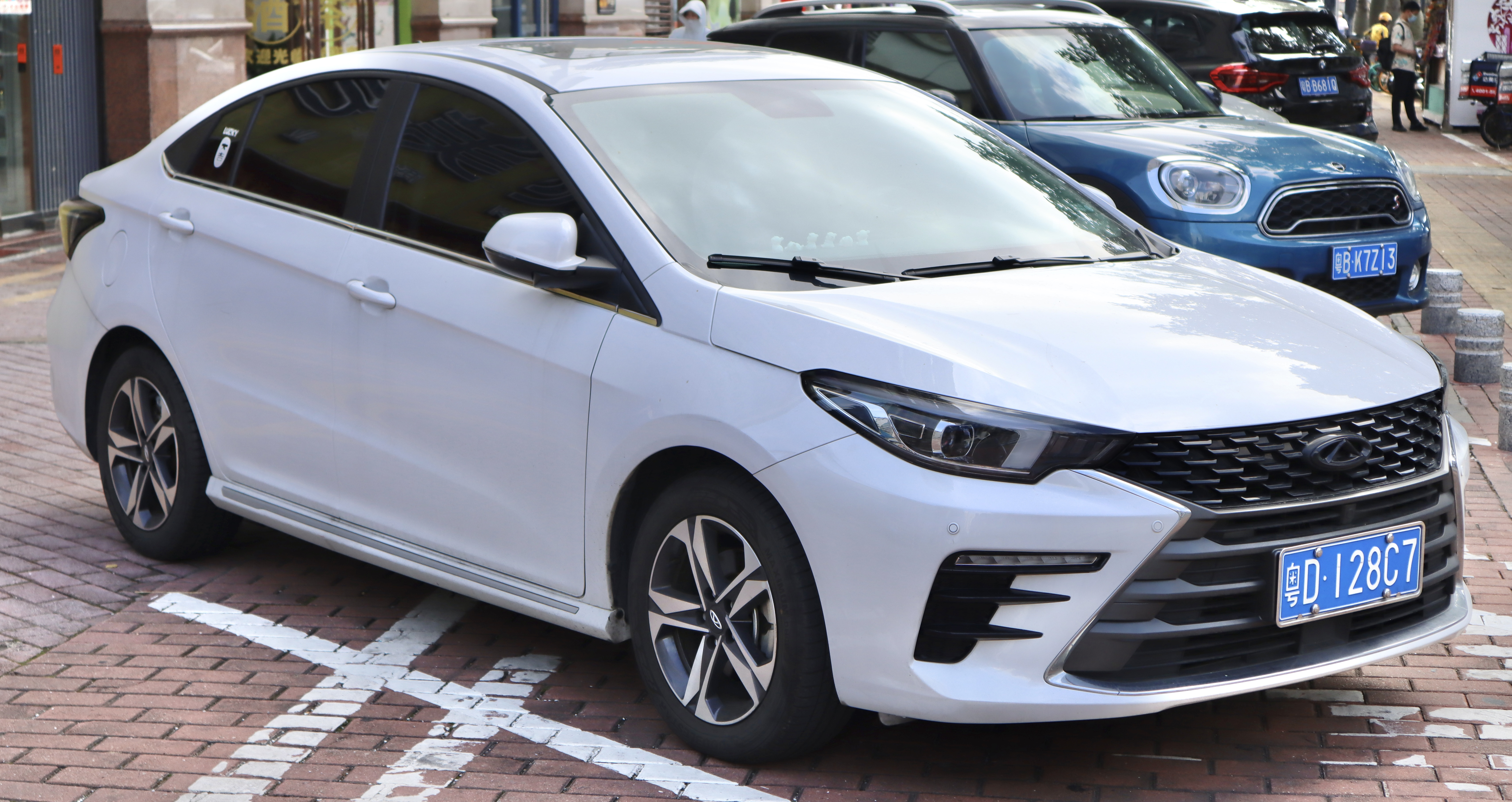
Chery Arrizo 5 Plus (seit 2020)
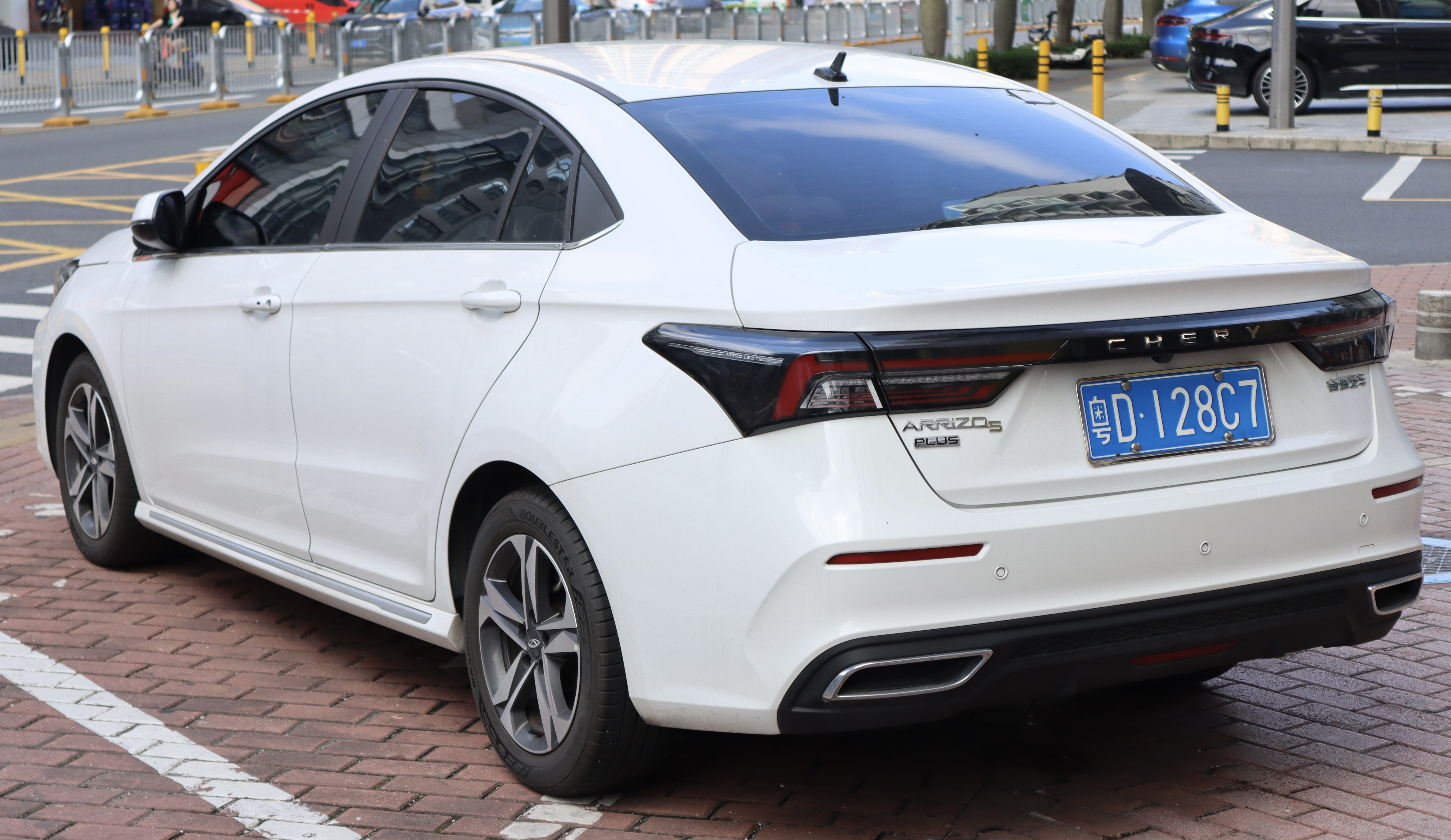
Heckansicht

## Technische Daten
Angetrieben wird der Wagen von einem 1,5-Liter-Ottomotor. Er leistet zwischen 108 kW (147 PS) und 115 kW (156 PS). Serienmäßig hat der Arrizo GX ein 5-Gang-Schaltgetriebe, gegen Aufpreis ist ein 9-Stufen-Automatikgetriebe verfügbar. Im September 2019 ergänzte ein 85 kW (116 PS) starker 1,5-Liter-Ottomotor die Antriebspalette. Dessen Leistung stieg im Juni 2023 auf 88 kW (120 PS).
|                                            | 1.5                       | 1.5                   | 1.5T                         | 1.5T                         |
| ------------------------------------------ | ------------------------- | --------------------- | ---------------------------- | ---------------------------- |
| Bauzeitraum                                | 09/2019–06/2023           | seit 06/2023          | 10/2018–05/2021              | seit 04/2019                 |
| Motorkenndaten                             |                           |                       |                              |                              |
| Motorart                                   | Ottomotor                 | Ottomotor             | Ottomotor                    | Ottomotor                    |
| Motorbauart                                | R4                        | R4                    | R4                           | R4                           |
| Motoraufladung                             | —                         | —                     | Turbolader                   | Turbolader                   |
| Hubraum                                    | 1499 cm³                  | 1498 cm³              | 1498 cm³                     | 1498 cm³                     |
| max. Leistung bei min−1                    | 85 kW (116 PS) / 6150     | 88 kW (120 PS) / 5900 | 108 kW (147 PS) / 5500       | 115 kW (156 PS) / 5500       |
| max. Drehmoment bei min−1                  | 143 Nm / 4000             | 148 Nm / 4900         | 210 Nm / 1750–4000           | 230 Nm / 1750–4000           |
| Kraftübertragung                           |                           |                       |                              |                              |
| Antrieb                                    | Vorderradantrieb          | Vorderradantrieb      | Vorderradantrieb             | Vorderradantrieb             |
| Getriebe, serienmäßig                      | 5-Gang-Schaltgetriebe     | Stufenloses Getriebe  | 5-Gang-Schaltgetriebe        | 5-Gang-Schaltgetriebe        |
| Getriebe, optional                         | (Stufenloses Getriebe)    | —                     | (9-Stufen-Automatikgetriebe) | (9-Stufen-Automatikgetriebe) |
| Messwerte                                  |                           |                       |                              |                              |
| Höchstgeschwindigkeit                      | 180 km/h (180 km/h)       | 180 km/h              | 195 km/h (210 km/h)          | 210 km/h (210 km/h)          |
| Beschleunigung, 0–100 km/h                 | k. A.                     | k. A.                 | k. A. (8,6 s)                | k. A.                        |
| Kraftstoffverbrauch auf 100 km, kombiniert | 6,9 l Super (7,2 l Super) | 6,3 l Super           | 6,6 l Super (6,4 l Super)    | 6,9 l Super (6,9 l Super)    |
| Tankinhalt                                 | 48 l                      | 48 l                  | 48 l                         | 48 l                         |
| Abgasnorm                                  | China VI                  | China VI              | China V                      | China VI                     |

- Werte in runden Klammern für Modelle mit optionalem Getriebe